# بخش کاراچفسکی
بخش کاراچفسکی (به لاتین: Karachevsky District) یک منطقهٔ مسکونی در روسیه است که در استان بریانسک واقع شده‌است.